# Ronsard Bay
Ronsard Bay är en vik i Australien. Den ligger i delstaten Western Australia, omkring 180 kilometer nordväst om delstatshuvudstaden Perth.
Omgivningarna runt Ronsard Bay är huvudsakligen savann. Trakten runt Ronsard Bay är nära nog obefolkad, med mindre än två invånare per kvadratkilometer. Genomsnittlig årsnederbörd är 632 millimeter. Den regnigaste månaden är juli, med i genomsnitt 125 mm nederbörd, och den torraste är december, med 12 mm nederbörd.